# Esporte Clube Vera Cruz
Esporte Clube Vera Cruz, é uma agremiação esportiva de Petrópolis. Fundado em 7 de Setembro de 1928, disputava inicialmente o Campeonato Petropolitano de Futebol, competição citadina que passou a ter caráter amador com a criação da FERJ em 1978.[carece de fontes?]
Em 2021, o clube conseguiu sua profissionalização junto à Ferj.[carece de fontes?]

## História
O clube disputou o Campeonato Petropolitano de Futebol de 1974.[carece de fontes?] Com a fusão entre os estados da Guanabara e o Rio de Janeiro, o clube não se filiou a recém criada FERJ, permanecendo disputando apenas competições amadoras a nível municipal.[carece de fontes?]
Em 2021, o clube se profissionalizou sob a gestão de Alex Arruda, que se encontrava a frente do departamento de futebol do clube desde 2022.[carece de fontes?] Sua primeira competição profissional foi a Série C do Campeonato Carioca de 2022, terminando na 9ª colocação.
Em 2023, mais uma vez disputou a série C Estadual. Ficando na 11ª colocação.[carece de fontes?]

## Estatísticas

### Participações
| Competição               | Temporadas | Melhor campanha    | Estreia | Última | P | R |
| ------------------------ | ---------- | ------------------ | ------- | ------ | - | - |
| Campeonato Petropolitano | 1          | Campeão (1974)     | 1974    | 1974   | – | – |
| Carioca - Série C        | 4          | 3º colocado (2024) | 2022    | 2025   | – |   |